# Traducción sentido por sentido
La traducción sentido por sentido es una estrategia que implica traducir el sentido completo de cada oración antes de continuar con la siguiente. Se contrapone a la traducción palabra por palabra, también conocida como traducción literal.

## Historia

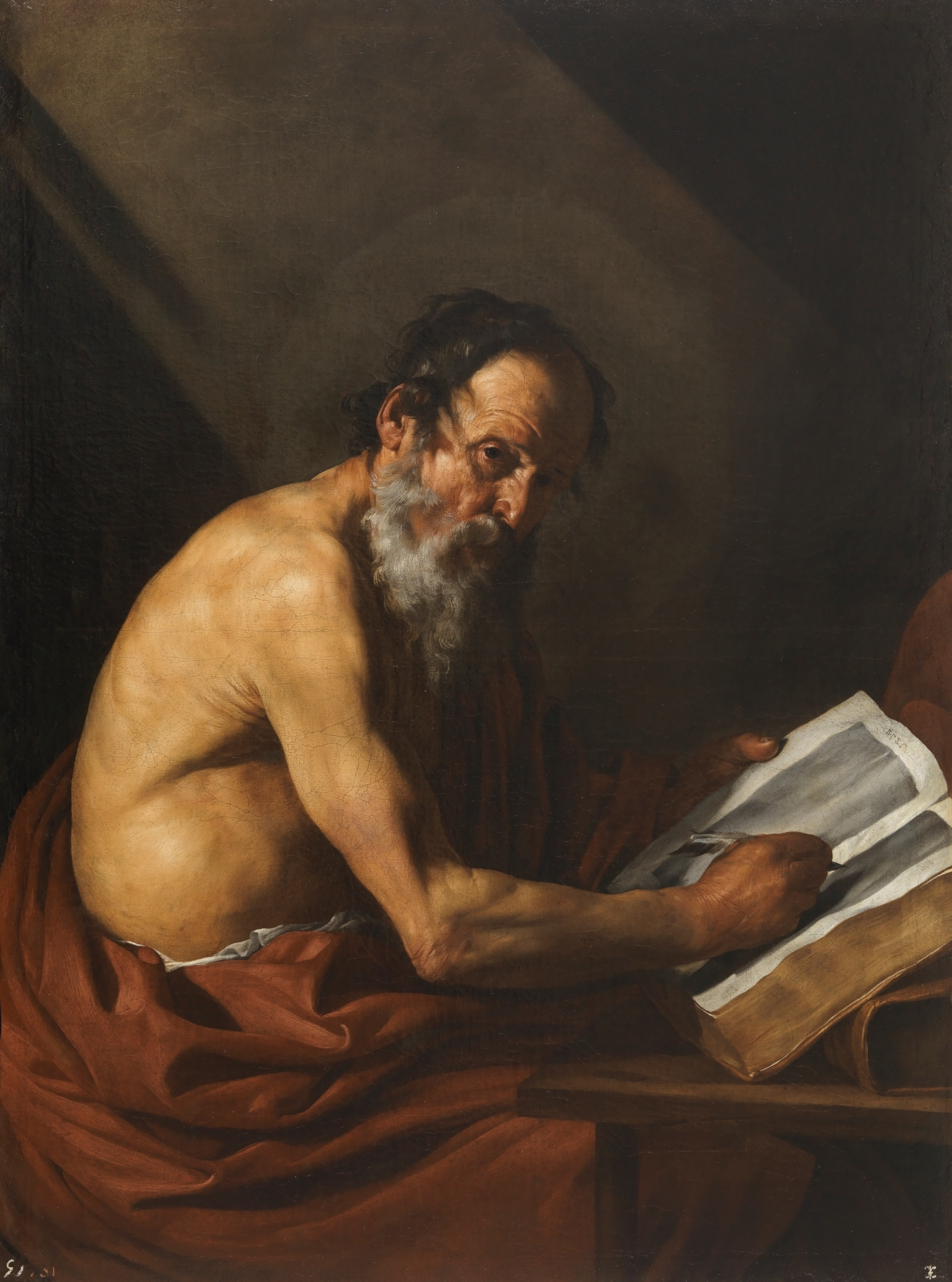
San Jerónimo escribiendo. Caravaggio.

Jerónimo fue un teólogo romano conocido por haber acuñado el término de traducción sentido por sentido. En su carta a Pamaquio, afirmó traducir no palabra por palabra, sino sentido por sentido, excepto en el caso de la Sagrada Escritura, donde decía que había un misterio incluso en el orden de las palabras. El teólogo corregía los errores de traductores anteriores, de eruditos críticos y de escribas descuidados, mediante la recopilación de manuscritos originalmente en hebreo, que comparó con las antiguas versiones griegas. De esta manera, tradujo la Sagrada Escritura al latín.

Se cree que Jerónimo no fue el primero en acuñar el concepto de traducción sentido por sentido, sino que fue inicialmente propuesto por Cicerón en Del óptimo género de los oradores. En este texto, menciona lo siguiente al traducir del griego al latín:
No pensé que debía contar las palabras al lector como si fueran monedas, sino pagarlas por su peso, por así decirlo.

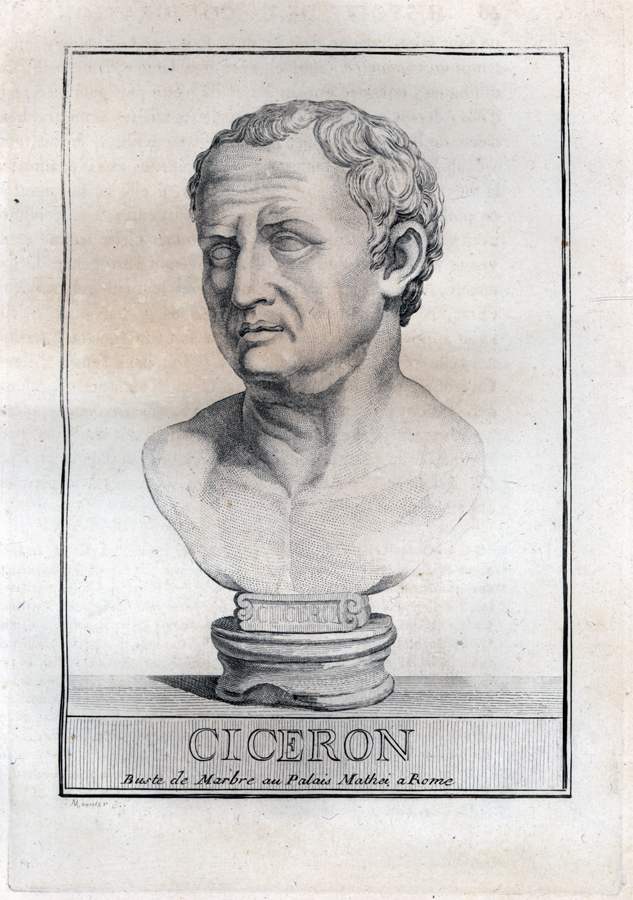
Marco Tullius Cicero.

Cicerón no mencionó el concepto sentido por sentido en sus obras, pero es una teoría que se le atribuye a él y a Horacio, pues se considera una teoría segmentaria, ya que al traducir se toma en cuenta que tan larga es la palabra, frase u oración antes de continuar con la siguiente. Por su parte Horacio recomendó a los escritores que estaban interesados en contar de forma original las historias antiguas lo siguiente:
No procurarás verter palabra por palabra [como un] traductor fiel.
El filósofo Boecio y el teólogo Juan Escoto Erígena interpretaron que traducir literalmente es culpa del traductor o intérprete fiel. Burgundio de Pisa y Richard Sherburne lo interpretan como si aconsejara a los escritores originales y no a los traductores, aunque asumen que para el historiador todo tipo de traducción es literal. John Denham y André Lefevere interpretan que los traductores no deberían traducir literalmente. Finalmente, Valentín García Yebra interpretó la frase como si Horacio aceptara que el traductor fiel reproduce palabra por palabra y, por lo tanto, estaba en contra de la traducción libre.

## Conceptos relacionados
Los siguientes conceptos han sido relacionados con la traducción sentido por sentido. Sin embargo, cada enfoque o tipo de traducción es producto de un discurso contextual, histórico e individual. Estos tipos de traducción corresponden al paradigma de la equivalencia expuesto por el traductólogo Anthony Pym. La equivalencia es el concepto que unifica a todos estos tipos de traducciones, pues plantea que la traducción comparte un mismo valor o valores, en diferentes grados, con su texto fuente.

### Paráfrasis
John Dryden propuso dividir las traducciones en tres categorías: metáfrasis, paráfrasis e imitación. La metáfrasis se refiere a la traducción palabra por palabra y a la traducción línea por línea de una lengua a otra. La paráfrasis se refiere a la traducción sentido por sentido, en la que no se traducen las palabras exactas, ya que se prioriza el mensaje del autor, aunque este también puede ser alterado o ampliado. La imitación se refiere a la libertad que tiene el traductor para moldear el mensaje. En esta categoría suelen abandonarse tanto las palabras como el sentido, ya que el traductor retoma solo los rasgos generales del original. Puede parecerse a la adaptación.

### Dejar tranquilo al lector
Friedrich Schleiermacher optaba por una traducción que moviera al lector hacia el autor y que le dejara la misma impresión que a los lectores del texto fuente.  Su método indica que el traductor ayuda al lector del texto meta a apreciar el texto fuente cuando usa una estrategia extranjerizante porque de esta forma mantiene fidelidad al sentido.

### Equivalencia dinámica
Eugene Nida planteó dos tipos de equivalencia para llevar a cabo una traducción: equivalencia formal y equivalencia dinámica. La equivalencia formal es cuando el traductor se enfoca en la reproducción del mensaje tanto en forma como en contenido. El mensaje en la lengua meta debe coincidir con el mensaje en la lengua fuente. La equivalencia dinámica no requiere que el mensaje en la lengua meta coincida con el mensaje en la lengua fuente. Su objetivo es recrear el efecto del texto fuente en el texto meta.
Por ejemplo, en Romanos 16:16 en vez de traducir: “Greet one another with a holly kiss” (Saludaos los unos a los otros con un beso santo), sería traducido como “give one another a hearty handshake all around” (Saludaos fielmente con un apretón de manos).

### Traducción comunicativa
Peter Newmark propuso dos tipos diferentes de traducción, la traducción semántica y la traducción comunicativa.
De acuerdo con los conceptos del traductólogo checo, la traducción semántica tiene preferencia por la lengua fuente, pues es literal y fiel al texto de partida. Además, busca reproducir y respetar las estructuras semánticas y sintácticas de la lengua origen. Se centra en los procesos de pensamiento del emisor y solo ayuda al lector del texto meta con las connotaciones del texto si son una parte crucial del mensaje. Siempre va a ser inferior al texto origen y existe una pérdida de significado. El resultado de emplear este tipo de traducción es obtener mayor precisión en la reproducción del significado del texto fuente. Los textos que emplean esta traducción son los literarios serios como las autobiografías, los discursos políticos, entre otros. Un ejemplo de este tipo de traducción que propone el autor es el señalamiento «bissiger Hund» que traducido semánticamente sería «dog that bites (perro que muerde)». Según Munday, este concepto es semejante a la equivalencia formal propuesta por Nida.
Por su parte, la traducción comunicativa busca causar el mismo efecto que se produce en los lectores del texto origen. Es subjetiva, se centra en el lector del texto meta y está orientada hacia una cultura y lengua específicas. Además, adapta conceptos extranjeros a la cultura receptora del texto. Mejora el texto fuente, lo vuelve más claro aunque se pierda contenido. Emplea un estilo más simple, natural, claro y directo para obtener mayor comprensión del lector.  Este tipo de traducción se puede emplear en textos como los anuncios informativos, instructivos, publicidad, entre otros. Por ejemplo, el señalamiento «bissiger Hund» en una traducción comunicativa sería «beware of the dog! (cuidado con el perro)». De acuerdo con Munday, este concepto es parecido a la equivalencia dinámica postulada por Nida.

### Traducción oblicua
Jean-Paul Vinay y Jean Darbelnet propusieron dos estrategias de traducción: la traducción directa o literal y la traducción oblicua. La traducción oblicua consiste en producir un texto alejado de la lengua y la cultura fuente. En contraste, la traducción directa produce un texto apegado a la estructura y la cultura de la lengua fuente.

### Traducción libre
Loh Dian-Yang identificaba dos métodos generales de traducción: literal y libre. Por un lado, la traducción literal convierte cada palabra extranjera en un carácter chino, sin tomar en cuenta el orden, lo que vuelve ilegible al texto origen. Por otro lado, la traducción libre se aleja del texto original y puede tergiversarlo. Por esta razón, el traductólogo propuso buscar el equilibrio entre ambas técnicas.

### Teoría del sentido o teoría interpretativa de la traducción
Danica Seleskovitch, traductora e intérprete, contribuyó a desarrollar la teoría del sentido, una teoría que se aplicaba en el campo de la traducción oral o interpretación. El primer elemento de su teoría es la afirmación de que las lenguas, siempre y cuando el traductor las domine, no son el fin de la traducción en sí. Esta es la razón por la que, al interpretar, Seleskovitch consideraba que era necesario extraer el sentido del texto original, reformularlo y volver a expresarlo en la lengua de llegada, para mantener el mensaje y no su forma.

### Traducción idiomática
Brian Mossop presentó los conceptos de traducción idiomática y no idiomática. La traducción idiomática consiste en comunicar el mensaje del texto fuente de la manera en la que sería transmitido en la lengua meta, en lugar de reproducir la forma del original. Por el contrario, la traducción no idiomática traduce las palabras de manera individual y no tiene una función comunicativa. Por ejemplo, «chien méchant» en una traducción idiomática sería «beware of the dog (cuidado con el perro)», mientras que en una traducción no idiomática sería «nasty dog (perro malo)».

### Domesticación
Lawrence Venuti introdujo los conceptos de domesticación y extranjerización a los estudios contemporáneos de traducción. Dichos conceptos están basados en las ideas planteadas en el ensayo de Friedrich Schleiermacher. La domesticación es la adaptación del texto fuente al contexto cultural meta, mientras que la extranjerización es la preservación del contexto cultural fuente en el texto meta. Venuti también describió la domesticación como un conjunto de estrategias fluidas y transparentes que terminan en aculturación.